# 793 Arizona
För andra betydelser, se Arizona (olika betydelser).
793 Arizona eller 1907 ZD är en asteroid i huvudbältet, som upptäcktes 9 april 1907 av den amerikanska amatörastronomen Percival Lowell i Flagstaff, Arizona. Den har fått sitt namn efter den amerikanska delstaten Arizona.
Asteroiden har en diameter på ungefär 26 kilometer.